# Nikolla Onufri

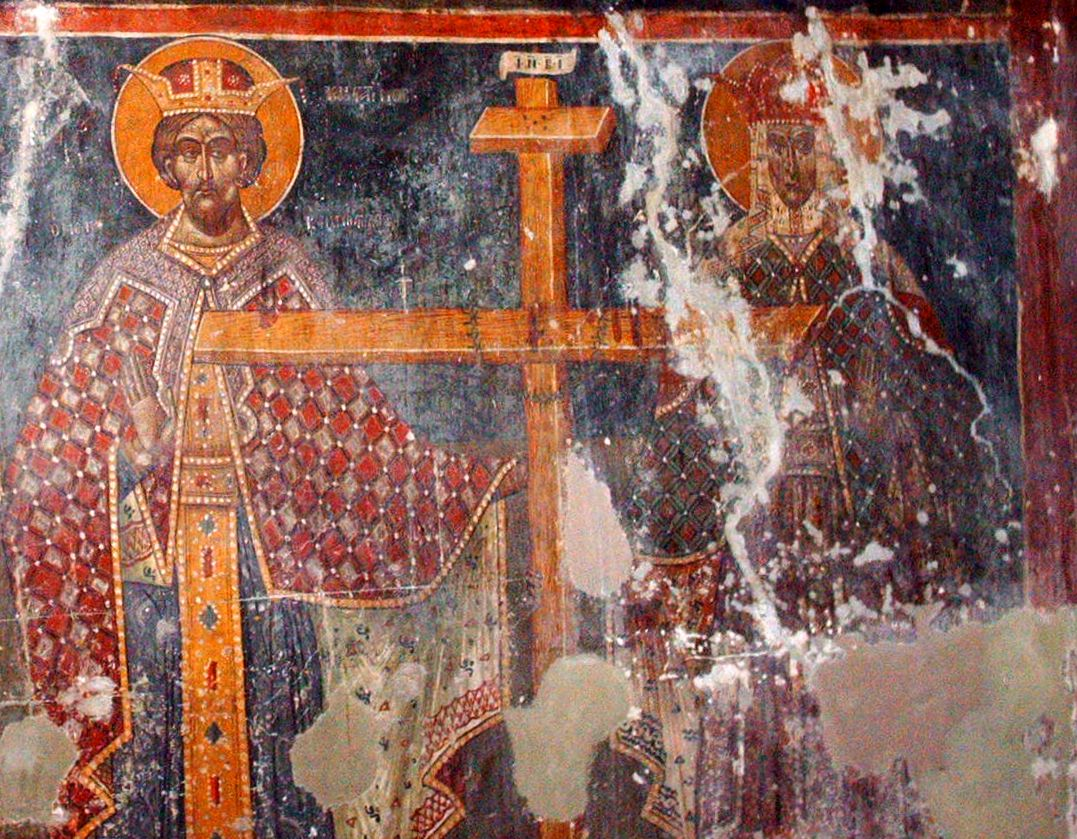
L'empereur Constantin et sa mère Hélène avec la Sainte Croix, Berat.

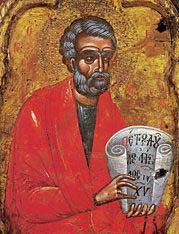
Apôtre Pierre, Musée Onufri, Berat.

Nikolla Onufri est un peintre d'icônes albanais, fils du peintre Onufri. Le nom de son père lui est souvent donné comme cognomen.
Il vécut dans la seconde moitié du XVIe siècle. Il adopte le style de son père et poursuit son atelier. Nikolla a travaillé, entre autres, à Berat, où il a entièrement décoré de fresques l'église de la Dormition de la Vierge Marie dans le château.

## Littérature
- Shyqri Nimani, Onufri dhe piktorë të tjerë mesjetarë shqiptarë, Pristina, 1987.